# International Euphorbia Society
La International Euphorbia Society (IES) fue fundada en enero de 2005. Se dedica a la promoción del conocimiento de las plantas de la familia Euphorbiaceae y de su cultivo. El IES produce a todo color la revista Euphorbia World tres veces al año, con artículos completamente ilustrados en todos los aspectos de esta familia de plantas fascinantes, para atraer a los principiantes así como a los especialistas. La revista es arbitrada por reconocidos botánicos como Susan Carter Holmes, quien también es presidente. El idioma es el inglés.
En la actualidad el IES cuenta con unos 300 miembros procedentes de 30 países de todo el mundo, y los artículos de la revista también reflejan la cooperación internacional que figura en la publicación. Los propios miembros del Comité se distribuyen en 4 países europeos, por lo que la sociedad de arriba abajo es verdaderamente internacional.